# Baden-Baden (stacja kolejowa)
Baden-Baden – stacja kolejowa w Baden-Baden, w kraju związkowym Badenia-Wirtembergia, w Niemczech. Znajduje się  na niej 5 peronów. 